# Евгений Вельский
«Евге́ний Ве́льский» — незаконченный роман в стихах, анонимно издававшийся в 1828—1832 годах начинающим литератором Михаилом Воскресенским. Представлял собой полупародию-полуподражание роману А. С. Пушкина «Евгений Онегин» и, по-видимому, являлся первой попыткой последователей Пушкина овладеть онегинской строфой.

## Появление романа
Луна! об ней уж столько пели

В эклогах, одах и во всем;

Её на лире и свирели

Мы и теперь еще поем.

Она — урочный час свиданий,

К ней куча приторных посланий,

И только сел кто у окна,

Глядишь — и выплыла луна!

О ночи бедное светило!

Уж кто тебя не тормошил?

Кому уж луч твой не светил?

Кто не взывал к тебе уныло?..

И живописец и поэт

Все любят твой приветный свет!..

Ты пребогатое сравненье,

Для всех унылых героинь,

Затейливое украшенье,

Лугов, лесов, долин, пустынь;

А сколько видов ей: кровава,

Томна, печальна, величава,

Скромна, задумчива, бледна,

Под час глупа, под час красна,

Подчас отрада в грустной доле,

Ну словом: бедную луну,

Хотя все ту же и одну,

Мы все коверкаем по воле,

И каждый автор, как портной,

Дает ей цвет свой и покрой.
/ II и V строфы третьей главы /
Триумфальный успех первых опубликованных глав «Евгения Онегина» вызвал к жизни множество подражаний и пародий. Как правило, авторы подобных текстов воспроизводили внешние особенности оригинала (пропуски строф, нумерация римскими цифрами и т. п.), заимствовали рифмы и эпитеты, тиражировали яркие особенности пушкинского стиля, копировали композицию и содержание произведения. Первые авторы производных произведений не могли или не пытались овладеть использованной Пушкиным четырнадцатистрочной строфой. Вероятно, первой вариацией на тему «Евгения Онегина», написанной онегинской строфой был «Евгений Вельский», начальные главы которого были изданы анонимно в Москве в 1828—1829 годах. Автор «Вельского» так и остался неизвестным современникам, лишь во второй половине XX века по архивным записям в «Книге для регистрации рукописей, поступивших в Цензурный Комитет» удалось установить его имя. Им оказался Михаил Ильич Воскресенский, молодой врач и начинающий литератор. К этому времени он опубликовал несколько собственных переводов романов Вальтера Скотта, сделанных с существовавших французских переводов (обычная практика того времени). «Евгений Вельский», видимо, стал его первым самостоятельным сочинением.
Первая глава «Вельского» была издана отдельной книжкой в 1828 году (цензурное разрешение датировано 17 апреля). Вторая и третья главы вышли вместе в 1829 году (разрешение выдано 19 июля). Кроме того, отдельные отрывки романа печатались в «низовых» московских альманахах. Отрывки второй главы появились в «Венке Граций» на 1829 год, отрывки четвёртой — в альманахах Ивана Глухарёва: «Улыбке весны» на 1832 год и «самозванке» «Полярной Звезде» на 1832 год. Полностью четвёртая глава так никогда и не была напечатана.

## Критика
«Евгений Вельский» как «двойник» «Онегина» вызвал у современников непритворный интерес. Рецензиями на вышедшие главы отзывались и «Северная пчела», и «Московский телеграф», и «Северный Меркурий», и «Атеней», и «Московский вестник». Общий тон был весьма уничижительный, но невзирая на обескураживающую несоизмеримость оригинала и копии, многие критики проявляли снисходительность к молодому автору.
Журнал «Атеней» посвятил неизвестному автору ядовитую эпиграмму:

Евгений новый твой

Есть копия точь-в-точь (и кто того не видит?)

С Онегина: твой бедненькой герой

И любит, и живёт, и даже ненавидит,

Как чувствовал, любил и ненавидел он.

За ним Евгений твой, как тень вослед стремится.

Так за учителем по улицам влачится

Несчастных школьников нестройный легион.

Ты из Онегина отважною рукою

Похитил всё, что мог:

И римские главы, и точку с запятою,

И длинный ряд страниц, наполнил чепухою:

И флигель, и пруды, и мельницу, и стог,

И, и… всего довольно.

Зачем же ты не взял ещё талант и слог?

Напрасно ты от них отрекся добровольно.
— «Атеней», 1830, ч. I, №4, стр. 392—393.
Рецензенты журнала констатировали абсолютную пустоту содержания «Вельского». «…Все вяло, несвязно, неестественно, грубо… Поэт бросается из угла в угол, толкует о том о сём, а больше разумеется ни о чём, всё это по-пушкински, по-байронски и все так утомительно… Звуков тьма, и ни одной мысли, ни одной черты поэтической». Тем не менее, в завершение журналист признавал, что «стихосложение же, судя по первому опыту, не может много затруднить автора».
После выхода седьмой главы «Евгения Онегина» многие читатели остались ею недовольны. Булгаринская «Северная пчела» отозвалась на её появление сообщением, что «эта глава VII — два маленькие печатные листика — испещрена такими стихами и балагурством что в сравнении с ними даже „Евгений Вельский“ кажется чем-то похожим на дело». Мнение поддержал «Северный Меркурий»: «Северная же пчела при осмотре своем 7 главы Евгения Онегина нашла, что Вельский в сравнении с нею кажется чем-то похожим на дело. Если говорить правду, то 7 глава Онегина, в отношении к дарованию Пушкина и к некоторым другим главам сего романа, не должна обижаться сравнением с Вельским». В проекте предисловия (ненапечатанного) к последним главам «Онегина» Пушкин процитировал этот отзыв и полусерьёзно добавил смиренный комментарий «Прошу извинения у неизвестного мне поэта, что принужден повторить эту грубость. Судя по отрывкам его поэмы, я ничуть не полагаю для себя обидным, если находят Евгения Онегина ниже Евгения Вельского».